# Linguaglossa
Linguaglossa (tiếng Sicilia: Linguarossa) là một đô thị ở tỉnh Catania trong vùng Sicilia, ở phía bắc của núi Etna.

## Biến động dân số
==Tham khảo==